# Mont-d’Astarac
Mont-d’Astarac település Franciaországban, Gers megyében. Lakosainak száma 91 fő (2022. január 1.). Mont-d’Astarac Arrouède, Casterets, Sariac-Magnoac, Thermes-Magnoac, Boulogne-sur-Gesse, Chélan, Lalanne-Arqué és Manent-Montané községekkel határos.

## Népesség
A település népességének változása:
| Lakosok száma | 122  | 112  | 103  | 96   | 104  | 109  | 104  | 94   | 93   | 91   |
|               | 1968 | 1982 | 1990 | 2006 | 2013 | 2015 | 2017 | 2019 | 2020 | 2022 |